# Зорро (мюзикл)
Зорро (англ. Zorro) — мюзикл на музыку группы Gipsy Kings и Джона Камерона. В нём звучат такие хиты Gipsy Kings, как «Bamboleo», «Baila Me» and «Djobi Djoba», хотя большинство — новые песни, написанные специально для спектакля.
Мюзикл написан по мотивам романа чилийской писательницы Исабель Альенде «Зорро», который вышел в 2005 году и является приквелом к оригинальной книге про Зорро. Либретто не повторяет сюжетную линию, хотя есть сходные моменты. Роман Альенде был взят как отправная точка и за 2—3 года была разработана новая история.
Поставил спектакль британец Кристофер Реншоу, к которому обратились с предложением сделать мюзикл о Зорро за 6 лет до выхода спектакля, то есть ещё до того, как Альенде написала свой роман. Он уже работал над мюзиклом вместе с Gipsy Kings, когда вышла книга и повлияла на проект.
Мировая премьера состоялась в New Victoria Theatre в Уокинге. Целью было сначала прокатиться с превью по британским провинциям, а потом открыться на Вест-Энде, с надеждой добраться и до Бродвея. В роли Зорро был задействован Матт Роул.
В России мюзикл был поставлен компанией «Стейдж Энтертейнмент» в Московском дворце молодёжи и назывался «ZORRO», показы шли с 2010 по 2011 год.